# Sandra Načuk
Sandra Načuk (* 17. August 1980 in Novi Sad, Jugoslawien) ist eine ehemalige serbische Tennisspielerin.

## Karriere
Mit sieben Jahren begann Načuk Tennis zu spielen und das am liebsten auf Hartplätzen. Auf der WTA Tour gewann sie einen Doppeltitel und auf dem ITF Women’s Circuit waren es ein Einzel- und fünf Doppeltitel.
Für die serbische Fed-Cup-Mannschaft bestritt sie von 1996 bis 2001 17 Partien, von denen sie acht gewann.

## Turniersiege

### Doppel
| Nr. | Datum          | Turnier  | Kategorie    | Belag | Partnerin              | Finalgegnerinnen                      | Ergebnis |
| --- | -------------- | -------- | ------------ | ----- | ---------------------- | ------------------------------------- | -------- |
| 1.  | 24. April 1999 | Budapest | WTA Tier IVa | Sand  | Jewgenija Kulikowskaja | Laura Montalvo Virginia Ruano Pascual | 6:3, 6:4 |